# Inning am Ammersee
Inning am Ammersee település Németországban, azon belül Bajorországban. Lakosainak száma 4834 fő (2023. december 31.). Inning am Ammersee Herrsching am Ammersee és Seefeld községekkel határos.

## Népesség
A település népessége az elmúlt években az alábbi módon változott:
| Lakosok száma | 2252 | 2792 | 4293 | 4379 | 4506 | 4515 | 4723 | 4772 | 4850 | 4834 |
|               | 1970 | 1975 | 2011 | 2012 | 2014 | 2015 | 2017 | 2019 | 2022 | 2023 |